# Герб Фронтейри
Ге́рб Фронте́йри — офіційний символ містечка Фронтейра, Португалія. Використовується як територіальний герб. У червоному щиті срібний замок із трьома баштами і чорною брамою. На центральній башті висить зелений Авіський хрест. Щит увінчує срібна мурована містечкова корона з чотирма вежами.  Під щитом червона стрічка, на якій срібними великими літерами напис португальською: «Fronteira» (Фронтейра).  Офіційно затверджений 20 липня 1955 року.  

## Галерея

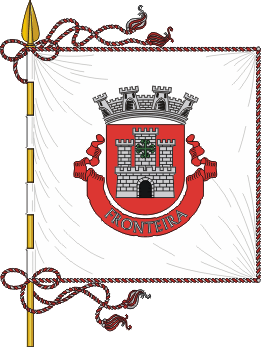
Прапор